# Magna Sunnerdahl

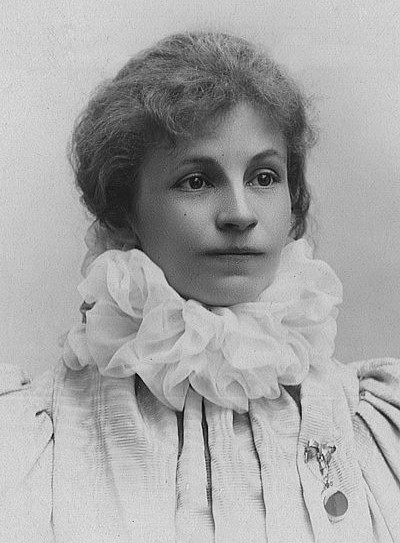
Magna Sunnerdahl i 20-årsåldern.

Magna Charlotta Katarina Sunnerdahl, född 26 maj 1863 i Klara församling i Stockholm, död 9 augusti 1935 i Oscars församling i Stockholm, var en svensk filantrop, donator och skolgrundare.
Magna Sunnerdahl var stiftare av Sunnerdahlska hemskolan vid Säbyholm i Uppland. Hon medverkade och understödde åtskilliga sociala företag, särskilt sådana som gällde ungdomens fostran och ålderstignas vård. Hon gjorde en större donation på 400 000 kronor till Svenska Akademien för inköp av Börshuset i Gamla stan och även medel för flyttningen av Seglora kyrka till Skansen. Hon ärvde 1908 en stor förmögenhet efter sin far grosshandlaren Emil Sunnerdahl på Smedslättens gård i Bromma. Genom donationer till Stockholms stad 1914, 1928 och 1935 möjliggjorde hon uppförandet av fem bostadshus i kvarteret Kristallen på Södermalm. Dessa uppläts till relativt låga hyror för barnrika arbetarfamiljer.

## Biografi

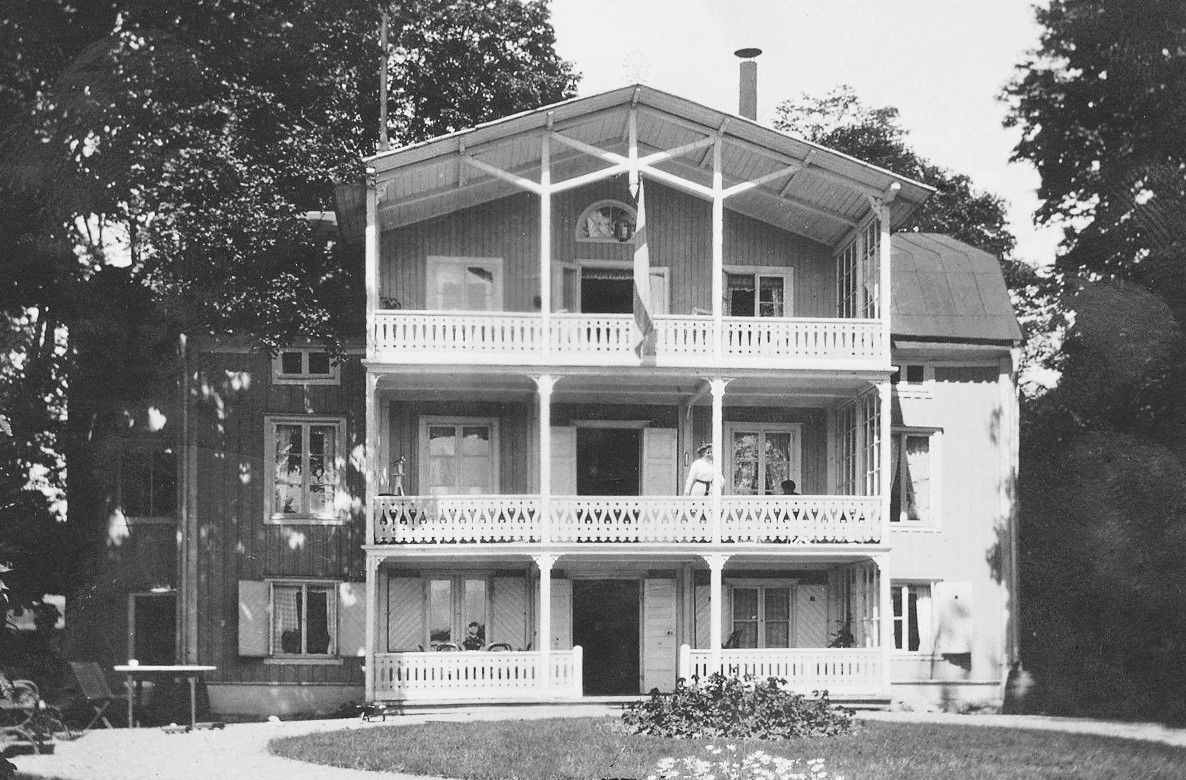
Smedslättens gård den 17 juli 1910 med Magna Sunnerdahl på verandan.

Fröken Magna Sunnerdahl var dotter till grosshandlaren Anders Peter Emil Sunnerdahl och Hedda Ulrika Francke. Hennes far Emil Sunnerdahl (1826–1908) var grosshandlare och brukspatron och hade av sin mor Charlotta Sunnerdahl ärvt en betydande förmögenhet. Vid två års ålder förlorade Magna Sunnerdahl sin mor i samband med att brodern Sven föddes. Fadern gifte aldrig om sig och brodern dog endast 18 år gammal. Magna växte upp med sin far. Hon gifte sig aldrig och bodde tillsammans med fadern så länge han levde. Deras bostäder låg centralt i Stockholm, vid Drottninggatan, vid Fredsgatan och vid Västra Trädgårdsgatan. Familjen ägde även Smedslättens gård i Bromma socken utanför Stockholm, som nyttjades som sommarställe. Sedan mitten av 1800-talet hade gården varit i familjens ägo och fadern Emil Sunnerdahl avled där i augusti 1908.
Fadern utökade förmögenheten och vid hans död 1908 ärvde enda barnet Magna över 10 miljoner kronor. Fram till dess hade hon levt ett stillsamt borgerligt liv, men blev i ett slag Stockholms rikaste dam och började fördela pengar till välgörande ändamål. Först fick "Skolkolonier för fattiga skolbarn" fyra miljoner, enligt Magna Sunnerdahl uppfylldes därmed en av faderns önskningar, för något testamente hade han inte skrivit. Svenska akademien fick halva Börshuset. En fond för handikappade "Stiftelsen Sunnerdahls Handikappfond" och hushålls- och yrkesskolan "Sunnerdahls Hemskolor på landet", ekonomiska bidrag för att utsmycka Stockholm, bland annat skulpturen "Vesslan" på Kungsholmstorg och kostnaden av Seglora kyrkas flytt till Skansen, samt Stockholms möjligheter att bygga ute i Bromma, när hon lät staden 1922 förvärva stora delar av egendomen (Sunnerdahlska området) på Smedslättens gård.
När Alma Hedin 1910 berättade om "Stiftelsen Wilhelm Govenii Minne", där Alma arbetade med insamlingar till bostäder åt barnrika familjer i arbetarklassen, för drottning Victoria och ett antal syföreningsdamer på slottet, kom Magna Sunnerdahl efteråt fram och undrade om Alma kunde hjälpa henne med några sådana hus. Magna Sunnerdahl och Alma Hedin blev goda vänner och tillsammans genomförde de flera projekt, där Alma Hedin skötte det praktiska och Magna Sunnerdahl betalade. Alma Hedin var dotter till stadsarkitekten Ludvig Hedin och syster till upptäcktsresande Sven Hedin. Hedin var vice värdinna för stiftelsen Wilhelm Govenii Minne åren 1907–1927.
Magna Sunnerdahl var 45 år gammal när hon ärvde den stora förmögenheten av sin far, grosshandlaren Emil Sunnerdahl, som avled den 14 augusti 1908 på Smedslättsgården i Bromma. Magna Sunnerdahl bodde på gården från 1908 till sin död 1935. Hon förblev ogift och barnlös. Ursprunget till detta så kallade Sunnerdahlska område är Smedslättens gård, som fortfarande ligger kvar. Gården ligger en bit in bland de nya radhusen. Innan gården fanns, låg på området sedan 1700-talet och en bit in på 1800-talet, ett torp, som hörde till Ulvsunda sätesgård. Smedslättens gård i Bromma ägdes under åren 1858 till 1935 av släkten Sunnerdahl, därav beteckningen Sunnerdahlska området. Gården och marken runt omkring köptes 1858 av brukspatronessan Hedvig Charlotta Sunnerdahl och användes av henne som sommarbostad. När hon dog 1879 ärvdes gården av hennes son, grosshandlare (i papper) Emil Sunnerdahl. När han i sin tur dog 1908 efterlämnade han en stor förmögenhet, inklusive Smedslättens egendom till sin dotter Magna Sunnerdahl.

## Donationer

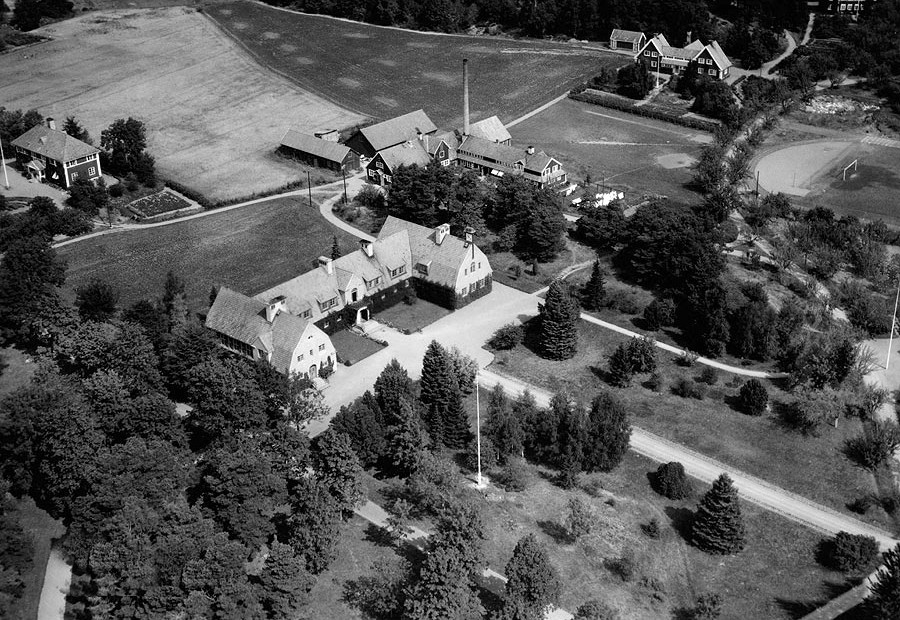
Flygfoto över Säbyholm med Sunnerdahls praktiska Ungdomsskola.

Magna Sunnerdahl var känd som en stor donator.
- Stiftelsen Sunnerdahls hemskolor på landet. Redan några månader efter Emil Sunnerdahls död 1908,  donerade hon 4 miljoner kronor till inrättande av Sunnerdahls hemskolor på landet. Genom gåvobrev den 7 november 1908 till "Herr statsrådet och Chefen för Kungl. Ecklesiastikdepartementet" överlämnades 4 miljoner kronor till inrättande av Sunnerdahls hemskolor på landet.[10][11]

I överensstämmelse med hennes far, grosshandlaren Emil Sunnerdahl i livstiden uttalad önskan, skulle pengarna användas "till åstadkommande av hemskolor på landet, där mindre lyckligt lottade gossar och flickor, från företrädesvis till Sveriges storstäder förlagda folkskolor, under för deras utveckling i fysiskt och moraliskt avseende gynnsamma förhållanden kostnadsfritt kunde få åtnjuta ett lanthems förmåner samt inhämta kunskaper och färdigheter dels i olika slag av jordbruks- och trädgårdsarbete, dels ock i andra lämpliga praktiska arbeten vid sidan av sådan undervisning av teoretisk art, som kunde främja deras allmänt medborgerliga bildning". För denna stiftelse stadfästes grundstadgar av Kungl. Maj:t den 11 december 1908. Den står under ledning av en av Kungl. Maj:t förordnad direktion, som handhar vården av alla hemskolornas angelägenheter.
Egendomen Säbyholms gård vid Mälaren inköptes 1909 av stiftelsen "Sunnerdahls hemskolor på landet".  1911 skänkte hon 4 miljoner kronor till stiftelsen Sunnerdahls hemskolor på landet och samma år startade "Sunnerdahlska Praktiska Ungdomsskolan" ett internat för trädgårdsskötsel.  Man grundande av en första, för barn från Stockholm avsedd hemskola, och där uppfördes åtta elevhem, som 1916 hade över 100 elever. Man byggde även skolhus, verkstadsbyggnad, tvättstuga med mera. Som elever mottogs huvudsakligen pojkar och flickor, som genomgått folkskolan, och deras utbildningstid beräknades räcka högst fyra år. Undervisningen meddelas i jordbruk, trädgårdsskötsel, trä- och metallslöjd samt för flickorna särskilt i hushållsgöromål, barnavård och sömnad med mera.  Vid hemskolorna tjänstgjorde en rektor, två ämneslärare och en lärarinna i kvinnlig slöjd samt åtta hemföreståndarinnor, som hade vård och uppsikt över de olika elevhemmen. Efter 1944 benämndes stiftelsen Sunnerdahls praktiska ungdomsskolor på landet. Stiftelsen fick sin hemvist på Säbyholms gård i Upplands Bro. Idag heter den Säbyholms naturbruksgymnasium och är trädgårds- och djurvårdsgymnasium med utbildningar inom djurvård, trädgård, hund och hästhållning. På Säbyholm finns idag även yrkeshögskola med Stockholms Trädgårdsmästarutbildning samt gymnasial yrkesutbildning för vuxna inom trädgård, hund- och djurvård.

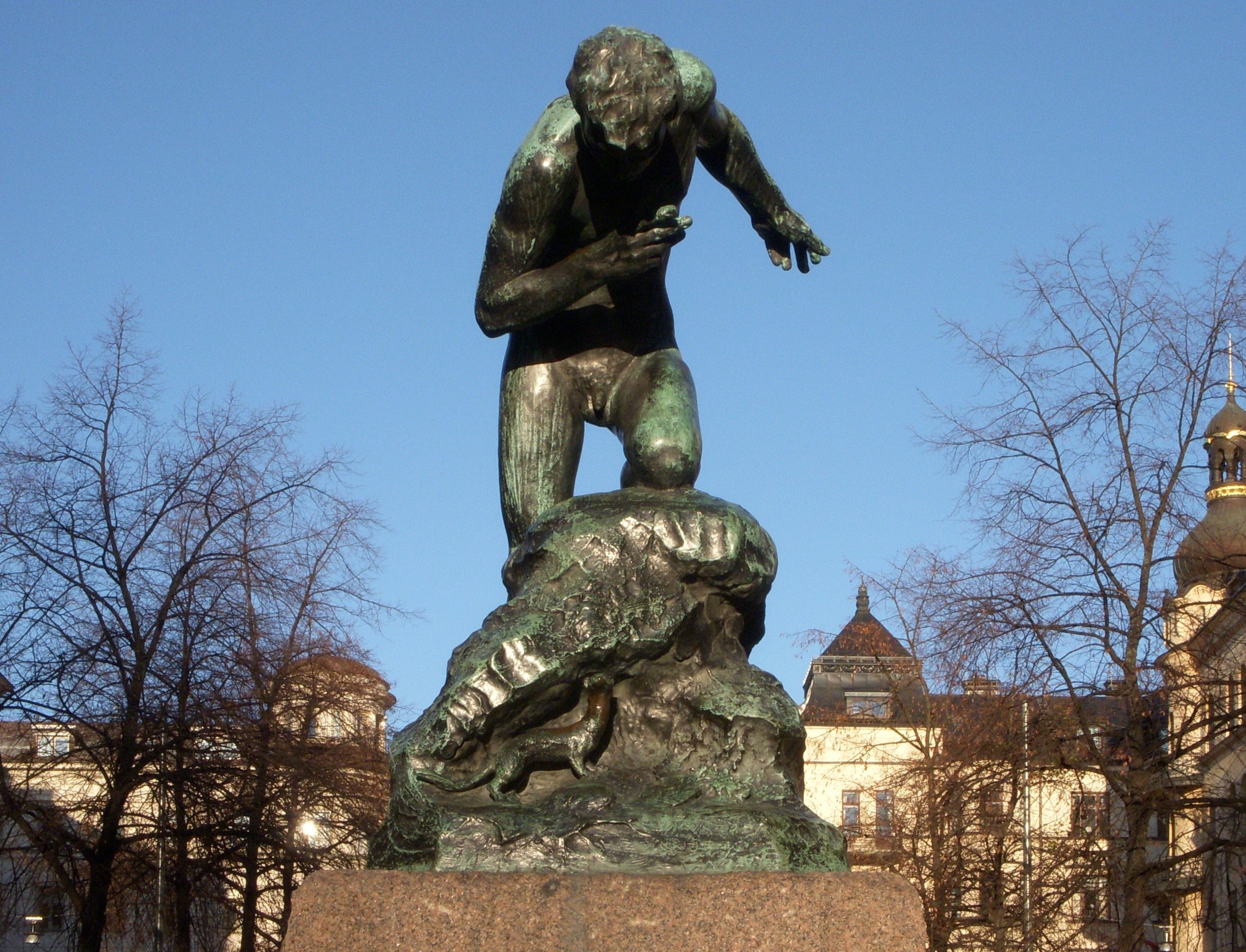
Fontänskulpturen Vesslan på Kungsholmstorg på Kungsholmen i Stockholm var en gåva av Magna Sunnerdahl.

- Vidare donerade hon på förslag av Verner von Heidenstam 500.000 kronor till Svenska Akademien 1913 för inköp av nyttjanderätten till de två översta våningarna i Börshuset i på Stortorget i Gamla stan i Stockholm. Börshusets övervåning, det vill säga vindsvåningen och möblerna, kunde då från 1914 disponeras av Svenska Akademien. Akademien har nyttjanderätt för lokalerna för all framtid.

I slutet av 1913 erbjöds Akademien av en fröken Magna Sunnerdahl en donation för att köpa Börshuset, som ägdes av Stockholms stad. Staden ville inte sälja huset, men efter förhandlingar ingicks 1914 ett avtal innebärande att Akademien förvärvade evig nyttjanderätt till andra våningen, inklusive Börssalen, mot erläggande av ett engångsbelopp på en halv miljon kronor, som ställdes till förfogande av Magna Sunnerdahl. Därmed var lokalproblemet en gång för alla löst, och inflyttningen skedde 1921.
- Sunnerdahl donerade även medel för att kunna flytta Seglora kyrka från Seglora utanför Borås till Skansen 1916-1917. Den 26 maj 1918 var flytten avklarad och kyrkan kunde invigas igen. Hon bekostade flyttningen av Seglora kyrka från Västergötland till Skansen 1916-1917.[9]

| ” | Med anledning af att Skansen under året kunde fira sin 25-årsdag såsom Nordiska Museets friluftsafdelning igångsattes en insamling till en »Skansens 26-års fond», afsedd att användas till förvärf af byggnader till friluftsmuseet. Till detta ändamål tecknades och inbetalades under året af olika personer ett sammanlagdt belopp af 9,480 kronor, hvarjämte fröken MAGNA SUNNERDAHL tecknade ett belopp af 20,000 kronor med uttalad önskan att dessa medel, som skulle inbetalas under år 1917, skulle jämte under år 1915 öfverlämnade 5,000 kr. användas som bidrag till kostnaderna för återuppförande af Seglora kyrka å Skansen.[15] | „ |
- Därefter gjorde Magna Sunnerdahl flera andra donationer.

Skulpturen Vesslan restes 1912 och var en gåva av Magna Sunnerdahl. Vesslan är en fontänskulptur på Kungsholmstorg i Stockholm och är skapad 1911 av konstnären Otto Strandman, den göts i brons 1912 på Herman Bergmans Konstgjuteri.
På sockelns baksida finns en skylt med inskriptionen Gåfva af M.S. - 1911.
Magna bidrog 1913 så att det Sunnerdahlska projektet "Stiftelsen Sunnerdahls bostadshus" kom till. Stiftelsen byggde mellan 1916 och 1936 det mesta i kvarteret Kristallen på Södermalm till hjälp åt fattiga och barnrika familjer att få billiga bostäder. Ett privathus i korsningen Klippgatan-Bondegatan och församlingshuset på Borgmästargatan 11, var de enda fastigheterna som inte Sunnerdahlska stiftelsen ägde. Utöver bostäder tillkom "kindergarten", fritidslokaler för ungdomar, gymnastiksal och samlingslokal.
- Genom donationer till Stockholms stad 1914, 1928 och 1935 möjliggjorde hon uppförandet av fem bostadshus på Södermalm, där bostäder mot rimliga hyror skulle upplåtas huvudsakligen åt barnrika arbetarfamiljer. Hon donerade till Stockholms stad 400.000 kronor plus senare 900.000 kronor till för uppförande av dessa bostadshus för barnrika familjer ur arbetarklassen. Ett bostadshus uppfördes i kvarteret Kristallen på Södermalm. Den donationen har beskrivits av Charles Kassman i boken Leva i Kristallen, ett barnrikekvarter på Söder. (Tiden 1987).[16]
- Hon donerade också stora belopp till Svenska Cancerföreningen.[17]
- Magna Sunnerdahl tilldelades 1924 medaljen Illis quorum i 8:de storleken.[18]
- När Magna Sunnerdahl dog 1935 hade hon fortfarande kvar ca 2,5 miljoner kronor i fastigheter, aktier och kontanter.
- Magna Sunnerdahl ligger begravd på Norra begravningsplatsen i Solna, utanför Stockholm.[19]